# Michael Campbell
Michael Campbell (nacido como Michael René Campbell Hooker, el 30 de marzo de 1981 en Bluefields, Nicaragua) es un político nicaragüense,⁣ quien actualmente ejerce el cargo de Embajador de Nicaragua ante China, anteriormente ocupaba el cargo de Ministro Asesor del Presidente de la República para las Relaciones Internacionales y con el Gran Caribe de Nicaragua.

## Reseña biográfica
Campbell Hooker fue nombrado el 7 de enero de 2019 como embajador itinerante del Gobierno de Nicaragua y en febrero de 2022, como Ministro Asesor de la Presidencia de Relaciones Internacionales y el Gran Caribe.
De 2018 a 2022, ha representado a Nicaragua en diversos foros internacionales como en la Organización de los Estados Americanos, OEA.
En mayo de 2023, fue nombrado Embajador de Nicaragua ante la República Popular de China.